# Michiyasu Osada
Michiyasu Osada (jap. 長田 道泰, Osada Michiyasu; * 5. März 1978 in Sayama, Präfektur Saitama) ist ein japanischer Fußballtrainer und ehemaliger Fußballspieler.

## Laufbahn
Osada spielte während der Oberschule für die Jugendmannschaft des Yomiuri SC (später Verdy Kawasaki, heute Tokyo Verdy), von dem er nach seinem Schulabschluss 1996 auch unter Vertrag genommen wurde. 1999 wechselte er zu Vissel Kōbe, 2001 zu Kyoto Purple Sanga, 2002 zurück zu Tokyo Verdy, 2003 zum Kyūshū-Regionalligisten Okinawa Kariyushi FC und 2004 zum Tōkai-Regionalligisten Fujieda MYFC, bei dem er mit jener Saison auch seine Spielerkarriere beendete.
Mit der japanischen Nationalmannschaft qualifizierte er sich für die Junioren-Fußballweltmeisterschaft 1997.
2005 wurde er Assistenztrainer (coach) bei der U-15-Jugendmannschaft von Vissel Kōbe, 2007 der U-15-Jugendmannschaft von Tokyo Verdy und ist seit 2010 Assistenztrainer bzw. heute (2015) Co-Trainer der U-15-Mannschaft des FC Tucano.

## Errungene Titel
- Kaiserpokal: 1996